# Primitiva (geometria)
Una primitiva, nella geometria, è la più semplice delle figure geometriche. Tutte le altre figure più complesse sono costruite combinando più primitive. 
Non c'è una rigorosa e logica definizione per una primitiva. Cosa conta come una primitiva e cosa no è stato oggetto di discussione, basato molto sulla propria opinione personale, e dal contesto.
In computer grafica, una primitiva può essere un punto, una linea o un poligono, anche se alcune persone preferiscono considerare il triangolo come la primitiva bidimensionale, evidentemente perché ogni poligono può essere diviso in triangoli. Le primitive sono usate per creare figure in runtime, e combinandole tra di loro si possono formare interi modelli da renderizzare. Persino la più bella automobile 3D è costituita da primitive.
Dal numero di primitive si definisce un modello 3D low poly o high poly. Ciò che le primitive non possono creare sono le curve, ma con l'utilizzo di molteplici linee si possono ottenere curve approssimate.
Le primitive, in computer grafica, sono:
- Punti
- Linee e segmenti
- Triangoli